# Җ
Zhje o Zhe con descendiente (Җ җ; cursiva: Җ җ) es una letra de la escritura cirílica. Su forma se deriva de la letra zhe (Ж ж Ж ж) con una adición de un descendiente en su pierna derecha.
El zhje se utiliza en los alfabetos de los idiomas dungan, calmuco, tártaro y turcomano.
| Idioma    | Posición en el alfabeto | Pronunciación                                                          | Romanización |
| --------- | ----------------------- | ---------------------------------------------------------------------- | ------------ |
| Calmuco   | 11                      | /dʒ/ Africada postalveolar sonora                                      | j, dzh       |
| Turcomano | 9                       | /dʒ/ Africada postalveolar sonora                                      | j            |
| Dungano   | 10                      | /tʂ/ Africada retrofleja sorda /tɕ/ Africada alveopalatal sorda        | zh, ⱬ        |
| Tártaro   | 10                      | /dʑ/ Africada alveopalatal sonora /ʑ/ Fricativa alveolo-palatal sonora | c            |

1. ↑  Ver el articulo enlazado para la descripción de pronunciación.
2. ↑  La negrita indica la letra equivalente en el alfabeto latino estándar para el idioma.

Zhje corresponde a los dígrafos ⟨дж⟩ o ⟨чж⟩ usados en otros alfabetos cirílicos, o a las letras che con descendiente (Ҷ ҷ), che con trazo vertical (Ҹ ҹ), Dzhe (Џ џ), che jakasio (Ӌ ӌ), zhe con breve (Ӂ ӂ), o zhe con diéresis (Ӝ ӝ).
| Carácter      | Җ                                             | Җ                                             | җ                                             | җ                                             |
| ------------- | --------------------------------------------- | --------------------------------------------- | --------------------------------------------- | --------------------------------------------- |
| Unicode       | LETRA MAYÚSCULA CIRÍLICA ZHE CON DESCENDIENTE | LETRA MAYÚSCULA CIRÍLICA ZHE CON DESCENDIENTE | LETRA MINÚSCULA CIRÍLICA ZHE CON DESCENDIENTE | LETRA MINÚSCULA CIRÍLICA ZHE CON DESCENDIENTE |
| Codificación  | decimal                                       | hex                                           | decimal                                       | hex                                           |
| Unicode       | 1174                                          | U+0496                                        | 1175                                          | U+0497                                        |
| UTF-8         | 210 150                                       | D2 96                                         | 210 151                                       | D2 97                                         |
| Ref. numérica | &#1174;                                       | &#x496;                                       | &#1175;                                       | &#x497;                                       |